# Croix en pierre de Jaulges
La croix en pierre de Jaulges est une croix de chemin située à Jaulges, en France.

## Localisation
La croix est située dans le département français de l'Yonne, sur la commune de Jaulges. Elle s'élève sur la place centrale du village.

## Historique
La croix date du XVe siècle. Elle est inscrite au titre des monuments historiques en 1925.

## Description
Cette croix monumentale s'élève sur une base carrée. Vient ensuite une fine colonne à chapiteau gothique puis la croix elle-même. Au pied de la colonne, à chaque angle, quatre statues en bas relief très érodées représentent les quatre évangélistes. Plus haut, près de la base du chapiteau, deux bas-reliefs en meilleur état représentent chacun saint Martin partageant son manteau (épisode de la charité de saint Martin).